# Ewa Dolej
Ewa Dolej (ur. 16 kwietnia 1901, zm. 4 stycznia 1987) – pierwsza kobieta sprawująca urząd pastora w Kościele Ewangelicko-Metodystycznym w Polsce.

## Życiorys
Pochodziła z rodziny luterańskiej. W młodości wraz z rodzicami konwertowała na metodyzm. Była członkinią parafii metodystycznej w Katowicach i działaczką Metodystycznego Stowarzyszenia Kobiet. W czasie II wojny światowej przebywała w Chmielniku, gdzie pełniła rolę liderki miejscowego zboru metodystycznego.
Po śmierci męża została diakonisą i poświęciła się pracy misjonarskiej. Od 1954 roku służyła w parafii metodystycznej w Gietrzwałdzie. Propagowała pracę kobiet w Kościele Ewangelicko-Metodystycznym w Polsce. W latach 1959–1972 była samodzielnym administratorem parafii metodystycznej w Gliwicach. Na wniosek wiernych z Gliwic przedstawiono ją, jako pierwszą kobietę w Polsce, na kandydatkę do ordynacji pastorskiej w Kościele protestanckim. Przyczyną takiego postępowania była chęć zapewnienia Ewie Dolejowej wyższego uposażenia emerytalnego z racji piastowanego przez wiele lat stanowiska.
W 1972 roku przyjęła w Klarysewie ordynację na prezbitera z pełnymi prawami do wygłaszania kazań i sprawowania sakramentów. Na urząd pastorski wprowadził ją biskup Konferencji Europy Centralnej, Południowej i Wschodniej Zjednoczonego Kościoła Metodystycznego, Franz Werner Schäfer. Dzień po tym wydarzeniu złożyła jednak urząd pasterski. Po przejściu na emeryturę zamieszkała w Ewangelickim Domu Opieki w Chylicach. Brała udział w spotkaniach ekumenicznych i konferencjach międzywyznaniowych dotyczących służby kobiet w Kościele. Ostatnie tygodnie swego życia spędziła w szpitalu w Otwocku.
Superintendent Naczelny Witold Benedyktowicz, który był inicjatorem ordynacji Ewy Dolejowej zaproponował urząd pastorski także jej córce, Halinie Kus. Jednak ta propozycja z różnych powodów nie została przez nią przyjęta.
Pochowana została na Cmentarzu Ewangelicko-Augsburskim w Warszawie.